# Bata Airport
Bata Airport är en flygplats i Ekvatorialguinea.   Den ligger i provinsen Litoral, i den västra delen av landet, 230 km sydost om huvudstaden Malabo. Bata Airport ligger 2 meter över havet.
Terrängen runt Bata Airport är platt. Havet är nära Bata Airport åt nordväst. Runt Bata Airport är det ganska glesbefolkat, med 21 invånare per kvadratkilometer. Närmaste större samhälle är Bata, 6,4 km sydväst om Bata Airport. Omgivningarna runt Bata Airport är en mosaik av jordbruksmark och naturlig växtlighet.